# Stelis cooperi
Stelis cooperi är en orkidéart som beskrevs av Rudolf Schlechter. Stelis cooperi ingår i släktet Stelis och familjen orkidéer. Inga underarter finns listade i Catalogue of Life.